# Resolució 1023 del Consell de Seguretat de les Nacions Unides
La Resolució 1023 del Consell de Seguretat de les Nacions Unides fou adoptada per unanimitat el 22 de novembre de 1995. Després de recordar totes les resolucions sobre els conflictes a l'antiga Iugoslàvia, el Consell va assenyalar l'"Acord bàsic sobre la regió d'Eslavonia Oriental, Baranja i Sírmia Occidental entre els representants del Govern de Croàcia i els representants serbis locals.
El Consell de Seguretat va tornar a insistir en la necessitat d'una solució política negociada als conflictes a l'antiga Iugoslàvia, inclòs el reconeixement mutu dels estats del territori. També va assenyalar que Eslavònia Oriental, Baranja i Sírmia Occidental són parts integrants de Croàcia. Es va atribuir importància al respecte dels drets humans i les llibertats fonamentals en aquestes àrees.
L'"Acord bàsic sobre Eslavònia oriental, Baranja i Sírmia occidental", signat el 12 de novembre de 1995, va ser sol·licitat per establir una autoritat transitòria i n'era reconeguda una força internacional continguda en l'acord. Es va instar a totes les parts a cooperar entre elles i l'Operació de les Nacions Unides de Restauració de la Confiança.